# Alata
Alata är en kommun i departementet Corse-du-Sud på ön Korsika i Frankrike. Kommunen ligger i kantonen Ajaccio 7e Canton som tillhör arrondissementet Ajaccio. År 2022 hade Alata 3 645 invånare.

## Befolkningsutveckling
Antalet invånare i kommunen Alata
Referens:INSEE